# Ugo Trivellato
Ugo Trivellato (Cavarzere, 27 febbraio 1942) è uno statistico italiano.
È professore emerito della Facoltà di Scienze Statistiche dell'Università di Padova, dove è stato professore ordinario di Statistica economica dal 1980 al 2010.

## Opere
- Sono soldi ben spesi? Perché e come valutare l'efficacia delle politiche pubbliche (con A. Martini), Venezia, Marsilio Editori, 2011.
- Per un piano nazionale contro la povertà (con C. Gori et al.), Roma, Carocci Editore, 2011.
- Forze di lavoro, occupazione e disoccupazione nel Veneto: dinamica di medio periodo e prospettive (con O. Chillemi, L. Dekleva, G. Masarotto e A. Solimbergo), Padova, CEDAM, 1985.
- The determinants of student achievement in Italy. An exploratory analysis of the causal patterns of achievement in the IEA six subject survey (with A. Zuliani), Stockholm, Almqvist & Wicksell, 1979.
- La scuola delle tute blu. Scuola, formazione professionale e mercato del lavoro (con L. Bernardi), Padova, Marsilio Editori, 1974.
- Generazioni disuguali. Le condizioni di vita dei giovani di ieri e di oggi: un confronto (con Antonio Schizzeroto e Nicola Sartor), il Mulino, 2011 ISBN 978-88-15-15077-6.

| Controllo di autorità | VIAF (EN) 117707210 · ISNI (EN) 0000 0000 8329 8105 · SBN CFIV013193 · ORCID (EN) 0000-0002-4584-9142 · LCCN (EN) n80134527 · GND (DE) 170144844 · BNF (FR) cb166159138 (data) · CONOR.SI (SL) 201115747 |